# Marcel Smets
Marcel Smets (Mechelen, 12 juni 1947) is een Vlaams architect en stedenbouwkundige. 
Smets speelde door zijn stedenbouwkundig onderzoek en onderwijs een belangrijke rol in de herleving van de stedenbouw in Vlaanderen. 
Marcel Smets studeerde af als ingenieur-architect aan de Universiteit Gent (1970) en als bouwkundig ingenieur, richting stedenbouw, aan de Technische Universiteit Delft (1974). Hij promoveerde aan de Katholieke Universiteit Leuven met een proefschrift over de geschiedenis van de Belgische volkswoningbouw (1976). In 1973-75 vormde hij met Bob Van Reeth en de beeldhouwer Jean-Paul Laenen de 'werkgroep voor de rehabilitatie van het stedelijk milieu' Krokus, die een opmerkelijk project maakte voor de buurt van het Klein Begijnhof in Mechelen (niet uitgevoerd).
Op 1 juni 2005 werd Marcel Smets als opvolger van Bob Van Reeth aangesteld als 2de Vlaams Bouwmeester. Op 25 november 2005 werd hij ook aangeduid als ondervoorzitter van de kwaliteitskamer Oosterweelverbinding.